# Масіків Яр
Масіків Яр — балка (річка) в Україні у Великобурлуцькому районі Харківської області. Права притока річки Великого Бурлуку (басейн Дону).

## Опис
Довжина балки приблизно 6,38 км, найкоротша відстань між витоком і гирлом — 5,22  км, коефіцієнт звивистості річки — 1,22 . Формується декількома струмками та загатами.

## Розташування
Бере початок на південній стороні від селища Підсереднє. Тече переважно на південний схід понад селом Сірий Яр, через село Плоске і впадає у річку Великий Бурлук, ліву притоку річки Сіверського Дінця.

## Цікаві факти
- Біля гирла балку перетинає автошлях Т 2111[3] (територіальний автомобільний шлях в Україні, Чугуїв — Кочеток — Печеніги — Великий Бурлук. Проходить територією Чугуївського, Печенізького, Великобурлуцького районів Харківської області.)